# Lindsay Ellingson
Lindsay Marie Ellingson (San Diego, 19 novembre 1984) è una supermodella statunitense.

## Carriera
Lindsay Ellingson è stata scoperta da un talent scout per caso, dopo che si era trasferita a San Diego per studiare biologia. Il suo debutto sulle passerelle avviene durante le sfilate del prêt-à-porter della stagione primavera/estate 2005. Lindsay Ellingson ha sfilato per numerosi marchi fra cui Shiatzy Chen, Blumarine, Chanel, Christian Dior, John Galliano, Gucci, Valentino, Lacoste, Marc Jacobs, Oscar de la Renta, Zac Posen, Diane von Fürstenberg e Giorgio Armani. È inoltre stata testimonial per Moschino, DKNY, MAC, Dolce&Gabbana, Charles David e H&M. È comparsa sulle copertine internazionali di Vogue, Marie Claire, Elle, D Magazine, GQ e L'Officiel e sulle pagine di Allure, Flair, V ed i-D.
È protagonista della campagna di Tommy Hilfiger autunno/inverno 2008/2009 insieme a Flavia Deoloveria, e Matthew Gordon fotografati da Dewey Nicks. Nel 2015 viene scelta come testimonial di La Sposa, e lancia una sua linea di cosmetici, la Wander Beauty.

### Victoria's Secret
Dal 2011 al 2014 è stata una Victoria's Secret Angels, ma collabora con la casa di moda già dal 2007, anno in cui partecipa alla sua prima sfilata, inoltre insieme ad Emanuela de Paula sono state scelte come testimonial per "Body by Victoria" by Victoria's Secret insieme a Alessandra Ambrosio e Marisa Miller, comparendo anche nel catalogo di costumi da bagno 2010 dell'azienda.
Nel 2013 partecipa al Victoria'a Secret Fashion Show con un costume interamente tempestato di cristalli Swarovski e creato con la stampa 3D, il capo è stato creato con un inedito processo tecnologico studiato dall'architetto Bradley Rothenberg con l'azienda leader di 3D printing company Shapeways.

## Vita privata
Nel novembre 2013 si fidanza Sean Clayton, ex giocatore di football del college e venditore di apparecchiature mediche, con cui convola a nozze il 12 luglio 2014 nella Carolina del Sud. La coppia ha tre figli, Carter John, nato nel maggio 2020, Roen Allen, nato l’11 dicembre 2021, e Ella Viivi Marie, nata il 9 novembre 2024.

## Campagne pubblicitarie
- Banila
- Bergdorf Goodman
- Charles David
- Christian Dior Jewelry
- Chloe (2010)
- Clarins
- Coach
- DKNY (2007)
- D&G A/I (2007)
- D&G eyewear
- Dolce&Gabbana P/E (2007)
- DKNY
- EnC
- Fabrizio Gianni
- iBlues
- La Senza
- MAC
- MAC Holiday (2009)
- Moschino Chep & Chic A/I (2005)
- Neiman Marcus
- Nordstrom
- Per Una Duè
- Reserved
- Thrusday Island
- Tommy Hilfiger A/I (2008)
- Victoria's Secret (2007-2013)
- Victoria's Secret Angel (2011-2014)